# Péa
 (mai 2020).
Si vous disposez d'ouvrages ou d'articles de référence ou si vous connaissez des sites web de qualité traitant du thème abordé ici, merci de compléter l'article en donnant les références utiles à sa vérifiabilité et en les liant à la section « Notes et références ».
Péa (hébreu : פֵּאָה, allumé. "coin") est le deuxième traité du Sédér Zéraïm (« ordre des semences ») de la Mishna et du Talmud. Ce traité commence la discussion sur des sujets liés à l'agriculture, le principal objectif de cet ordre de la Mishna. Le traité traite des lois concernant les dons aux pauvres lorsqu'une personne récolte son champ, ses vignes ou ses arbres, sur la base des commandements de la Torah. Le traité traite également des lois relatives à la charité en général. Le traité est appelé Péa parce que la première partie du traité traite des lois de Péa, tandis que la partie restante du traité aborde un certain nombre d'autres sujets connexes.
En plus de la Mishna, un traité Pe'a existe dans le Talmud de Jérusalem (commentant le traité de Mishna), mais pas dans le Talmud babylonien. 

## Sujets
Ce traité traite des dons dus aux pauvres lors de la récolte des champs, des vignes ou des arbres, et des lois de la charité en général. Six catégories d'obligations sont examinées dans le traité, comme suit : 
1. Péa: "coin" - la partie de la récolte qui doit être laissée debout pour les pauvres, conformément à « Lev. 19:9 » et « Lev. 23:22 »
2. "Leket": "glanages" - épis de grain tombés de la main de la faucheuse ou de la faucille pendant la récolte du grain, comme décrit dans « Lev. 19:9 » et « Lev. 23:22 »)
3. "Chikhha": "gerbes oubliées" - gerbes laissées et oubliées dans le champ pendant que la récolte est amenée à l'aire de battage, ainsi que les produits attachés négligés par les moissonneuses, comme à « Deut. 24:19 »
4. "Olelot" - grappes de raisin immatures, comme dans « Lev. 19:10 » et « Deut. 24:21 »
5. "Peret" - raisins qui tombent de leurs grappes tout en étant arrachés de la vigne, comme dans « Lev. 19:10 »
6. " Maaser ani " - la dîme pour les pauvres, tous les troisième et sixième ans du cycle de la dîme, comme à « Deut. 14:28-29 » et « Deut. 26:12-13 » [1]

Il y a trois dons aux pauvres des champs : Péa, Leket et Chikhha; quatre cadeaux de la vigne : Péa, Chikhha, Peret et Olelot; et deux des arbres : Péa et Chikhha. Ces cadeaux s'appliquent chaque année. En outre, au cours des troisième et sixième années du cycle de Chemitta, une personne est tenue de mettre de côté le maaser ani (dîme pour les pauvres).

## Structure et contenu
Le traité se compose de huit chapitres et contient une Gémara (analyse rabbinique et commentaire de la Mishna) uniquement dans le Talmud de Jérusalem . 
Les chapitres 1 à 4 traitent de l'obligation de Péa. La fin du chapitre 4 et l'essentiel du chapitre 5 concernent les lois du leket ; la fin du chapitre 5 au début du chapitre 7 traite des lois de la Chikhha . Les chapitres 7 et 8 discutent des lois de Péret et olelot, suivis par les lois de maaser ani et Tsédaka (charité).
Le chapitre huit traite des lois d'éligibilité et de droit à la charité publique, y compris les dîmes et les dons agricoles. Il rapporte que les communautés juives ont maintenu deux types d'organisations caritatives : tamhouï et koupa. L'une était destinée aux voyageurs, qui devaient recevoir de la nourriture et un logement, y compris des repas supplémentaires pour le sabbat. L'autre était le fonds de charité pour les pauvres locaux. Les deux institutions devaient fournir des quantités minimales aux pauvres à partir des fonds collectés par la communauté locale. 
Les première et le dernière mishnayot du traité sont d'intérêt général : 
La première mishna du traité Péa déclare qu'il n'y a pas de limite maximale au péa (on peut donner autant de produits dans son champ aux pauvres qu'on le désire une fois la récolte commencée), bikourim (les premiers fruits ), le pèlerinage, les actes de bonté et l'étude de la Torah. Après avoir exhorté les gens à tout donner à Dieu et aux autres, la mishnah déclare qu'une personne reçoit une récompense dans ce monde et dans le prochain en honorant son père et sa mère, en faisant des actes de bonté, en faisant la paix entre les gens, et que l'étude de la Torah équivaut à tous. 
De même, la mishna de conclusion est une compilation d'homélies éthiques mettant en garde les gens contre la simulation de la pauvreté, la mauvaise prise de charité et la justice perverse. D'un autre côté, il fait l'éloge du pauvre, qui est éligible pour être soutenu par une association caritative, mais refuse les fonds publics, travaillant dur et vivant frugalement. Pour une telle personne, le verset "Béni soit l'homme qui fait confiance au Seigneur; et le Seigneur sera sa confiance" (« Jer. 17:7 ») s'applique. 

## Usages liturgiques
« Ce sont des choses pour lesquelles il n'y a pas de mesure: le coin du champ, Bikkurim, appearance before the Lord [on festivals with offerings], acts of kindness, and the study of Torah. »

— Mishnah Peah 1:1, recited in the daily morning prayers
Le service du matin dans les liturgies ashkénaze et sefardi commence par un récital de bénédictions sur la Torah, suivi de brèves sélections de la Bible hébraïque, de la Mishna et de la Gémara, conformément à une déclaration dans le Talmud ( Kiddochine 30a) que l'apprentissage de la Torah comprend ces trois éléments. Le texte biblique est les trois versets de la bénédiction sacerdotale, la Mishna est le premier de ce traité (Péa 1: 1), sur les commandements qui n'ont pas de mesures fixes, (y compris la mitsva de Péa, et d'apprendre la Torah ), et un passage de la Gémara ( Shabbat 127a) sur la récompense pour les bonnes actions dans ce monde et dans l'autre,.